# Valea Arinilor
Valea Arinilor – wieś w Rumunii, w okręgu Bacău, w gminie Măgirești. W 2011 roku liczyła 1151 mieszkańców.